# بیکاری

نرخ بیکاری ۲۰۲۱

بیکار (به انگلیسی :unemployed) در اقتصاد به فردی گفته می‌شود که در سن کار (۱۵ تا ۶۵ سال) جویای کار باشد اما شغل یا منبع درآمدی پیدا نکند. کودکان و افراد مسن از آن جهت که توانایی انجام کار ندارند، جزو جمعیت فعال به حساب نمی‌آیند. زنان خانه‌دار و دانشجویان اگر جویای کار نباشند، و حتی کسانی که با وجود منبع درآمد کافی مشغول به انجام کاری نیستند نیز، جزو جمعیت فعال شمرده نمی‌شوند.
جمعیت بیکار به تعداد افراد بیکار گفته می‌شود. بیکار از منظر مرکز آمار ایران، فردی بالای ۱۶ سال است که در هفتهٔ پیش از آمارگیری بدون کار باشد، و در آن هفته یا پس از آن آمادهٔ کار باشد و در آن هفته و سه هفته پیش از آن در جستجوی کار باشد. همچنین افرادی که به دلیل آغاز به کار در هفتهٔ آینده یا انتظار بازگشت به شغل پیشین جویای کار نیستند، بیکار محسوب می‌شوند.

## نرخ مشارکت
جمعیت بیکار به‌علاوه شاغل تقسیم‌بر افراد در سن کار را نرخ مشارکت می‌نامند.

## آثار بیکاری
تجربه بیکاری برای کسانی که به داشتن شغل ثابت و مطمئن عادت کرده‌اند، می‌تواند بسیار ناراحت‌کننده باشد. مستقیم‌ترین نتیجه بیکاری، از دست دادن درآمد است. فشار اقتصادی برای کسانی که بدون کار هستند بسیار زیاد است. از جمله عوامل شناسایی شده مؤثر بر افزایش نرخ جرم و جنایت و فقر، می‌توان به بیکاری اشاره کرد.

## انواع بیکاری
- بیکاری اصطکاکی در مدت زمان بین دو اشتغال در هنگام تغییر شغل
- بیکاری فصلی: زمانی‌که تقاضا برای کاری در فصل مشخصی وجود نداشته باشد؛ مثلاً برخی آموزگاران که در تابستان نمی‌توانند تدریس کنند یا کشاورزان و کارگران ساختمانی.
- بیکاری پنهان: وقتی است که شخص به کاری مشغول است و منبع درآمدی دارد اما کار او در اقتصاد کشور اثر مثبت ندارد.
- بیکاری ادواری : زمانی رخ می‌دهد که رکود گریبان اقتصاد را گرفته باشد که در این حالت باید با استفاده از سیاست‌های کلان اقتصاد این تورم را کنترل کرد.
- بیکاری ساختاری: بیکاری که به علت ساختارهای اقتصادی رخ می‌دهد، گاهی بیکاری فصلی را در این دسته قرار می‌دهند.

در واقع به علت عدم تطابق بین مهارت‌های شغلی و مورد نیاز تولیدکنندگان ایجاد می‌شود.

## علل بیکاری

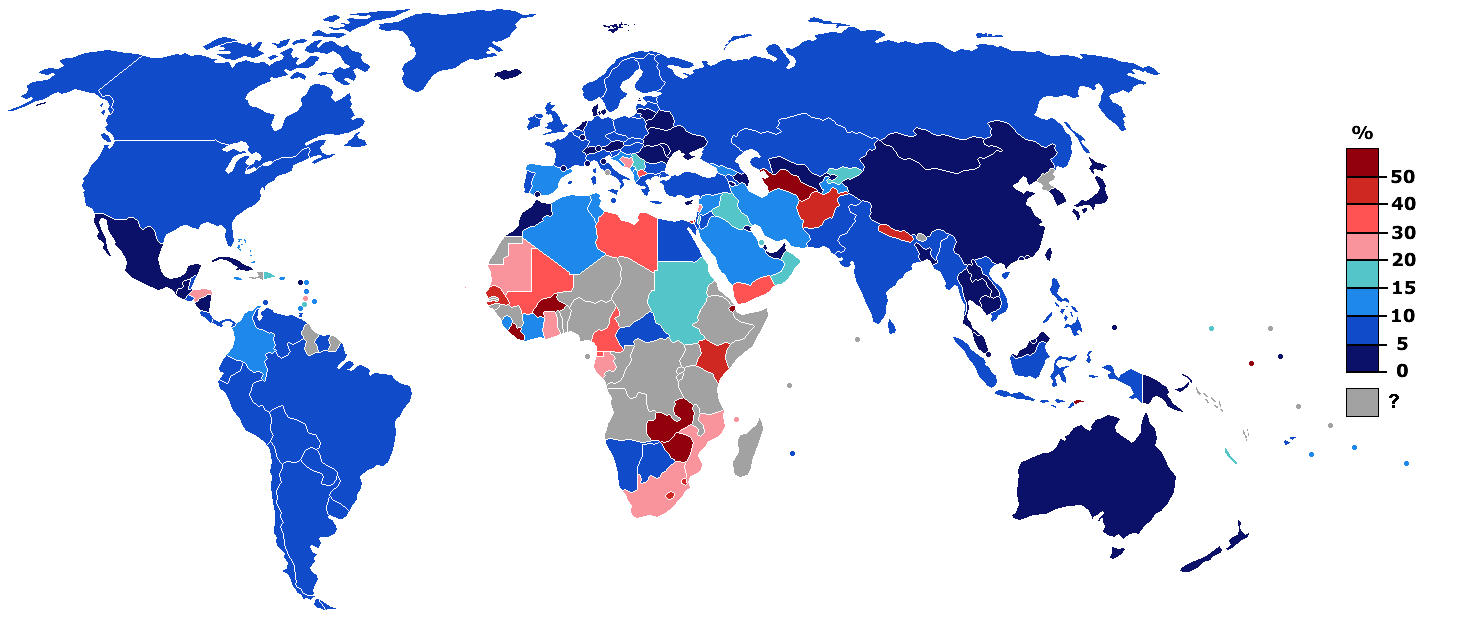
نرخ بیکاری جهان در سال ۲۰۰۶ میلادی، ارائه شده توسط CIA

افزایش جمعیت و کمبود تقاضای نیروی کار، اتوماسیون، مهم‌ترین علل بیکاری هستند. یک عامل مهم بیکاری، افزایش رقابت بین‌المللی در صنایعی است که پیش‌رفت روزافزون غرب بر پایه آن بنیاد نهاده شده بود.
یکی از عوامل دیگر بیکاری عدم برنامه‌ریزی درست دولت و خانواده است که دلیل اصلی بیکاری در برخی کشورها همین موضوع است.

### دستمزد آستانه

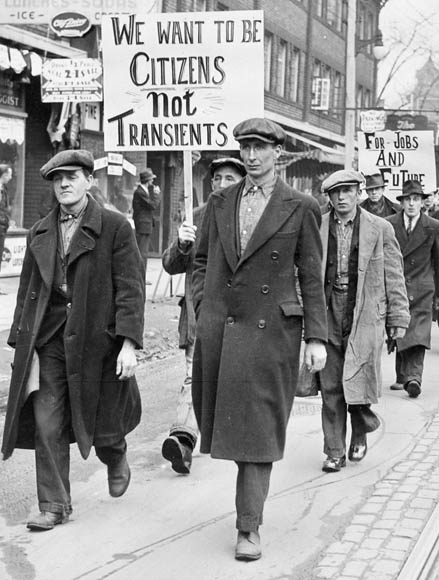
مردان بیکار کانادایی در حال راهپیمایی اعتراضی برای بدست آوردن شغل

دستمزد آستانه، حداقل سطحی از دستمزد است که هر فرد تمایل دارد در دستمزدهای بالاتر از آن وارد شده، بخشی از ساعات شبانه‌روز خود را به‌کار تخصیص بدهد. براساس گزارشی توسط غلامرضا کشاورز حداد عضو هیئت علمی دانشکده مدیریت و اقتصاد دانشگاه صنعتی شریف کشور ایران، زنان غیرشاغل دانشگاهی بالاترین دستمزد آستانه را دارند. این یافته دلالت بر این دارد که بخش‌هایی از زنان به دنبال یک شغل درخور علاقه خود هستند.

### پذیرفتن و قرار گرفتن در وضعیتبیش‌ازحد ماهردر دوره قبل و بیکاری در آینده
جامعهٔ کارفرما هنگام به‌کارگیری و استخدام نیروی کار به گذشته کاری او به‌عنوان علامتی از کیفیت وی نگاه می‌کند. جامعهٔ کارفرما فرض را بر این قرار می‌دهد، کارگری که درگذشته مشاغل سطح پایینی را پذیرفته احتمالاً دارای کارایی و مهارت کافی برای انجام کارهای درخور مدرک تحصیلی خود نیست؛ مطالعات تجربی نشان می‌دهند که ناکامی‌های دوره گذشته در بازار کار می‌تواند اثر منفی قابل‌لمسی در موفقیت فرد در آینده شغلی او در این بازار داشته باشد. این اثر منفی می‌تواند به دلیل پذیرش یک شغل نامناسب ازنظر میزان مهارت حرفه‌ای و تحصیلی فرد با سطح مهارت موردنیاز یک شغل پذیرفته‌شده ("هرچند موقتی") از سوی فرد باشد. به این معنی که فرد ممکن است در گذشتهٔ حرفه‌ای خودش، به‌عنوان مثال به دلیل بیکاری، به‌طور موقت تن به پذیرش مشاغلی بدهد که این فرد از نظر تحصیل یا میزان مهارتی که دارد برای آن شغل، در وضعیت مهارت یا تحصیل بیش از میزان لازم (بیش‌ازحد ماهر) قرار داشته باشد که این پدیده یک علامت منفی برای یافتن یک شغل مناسب در بازار کار دانسته می‌شوند، در نتیجه اگر داوطلبِ به‌دست آوردنِ یک فرصت شغلی، در گذشته بنا به دلایلی تن به مشاغل نامناسب از نظر تحصیلی‌اش داده باشد، احتمال اینکه در آینده بتواند از کامیابی بالایی در بازار کار برخوردار شود، ضعیف است.

### مدرک‌گرایی و بیکاری
مدرک‌گرایی یکی از ابعاد افزایش معضل بیکاری در برخی از کشورها می‌باشد.
یکی دیگر از عوامل بیکاری پایین بودن سطح مهارت کارجویان و عدم انطباق نظام آموزشی با نیاز بازار کار می‌باشد.

### فقدان مشاغل پایدار در روستاها
در برخی از کشورها افراد زیادی برای پیدا کردن کار از محل زندگی خود مهاجرت می‌کنند و به کلان‌شهرها و شهرستان‌های دیگر سفر می‌کنند. دلیل اصلی این امر نبود مشاغل پایدار در روستاها و شهرهای کوچک می‌باشد. بنابراین چنانچه اشتغال‌زایی در روستاها و شهرستان‌ها افزایش یابد و کسب و کارهای روستایی رونق پیدا کند، تا حد بسیار زیادی از رشد بیکاری و میزان مهاجرت افراد به کلان‌شهرها کاسته می‌شود.

### 15 کشور با بیشترین نرخ بیکاری
سال ۲۰۲۳
| رتبه در جهان | کشور            | نرخ بیکاری(%) |
| ------------ | --------------- | ------------- |
| 1            | ایران           | ۴۵٪           |
| 2            | لسوتو           | ۲۸/۸٪         |
| 3            | موزامبیک        | ۲۸/۱٪         |
| 4            | بوسنی و هرزگوین | ۲۵٪           |
| 5            | اسواتینی        | ۲۳/۴٪         |
| 6            | مقدونیه شمالی   | ۲۳/۳٪         |
| 7            | اسپانیا         | ۲۰/۲٪         |
| 8            | یونان           | ۲۰٪           |
| 9            | نامیبیا         | ۱۸٪           |
| 10           | بوتسوانا        | ۱۷/۵٪         |
| 11           | گابن            | ۱۵/۹٪         |
| 12           | تونس            | ۱۳/۱٪         |
| 13           | لیبی            | ۱۲/۱٪         |
| 14           | ارمنستان        | ۱۱٪           |
| 15           | افغانستان       | ۵/۶٪          |